# Depeche Mode
Depeche Mode là một ban nhạc điện tử người Anh thành lập tại Basildon, Essex vào năm 1980. Đội hình của nhóm gồm thành viên sáng lập Dave Gahan (hát), Martin Gore (guitar, keyboard, hát) và Andy Fletcher (keyboard). Depeche Mode phát hành album phòng thu đầu tay Speak & Spell năm 1981, đưa họ vào dòng nhạc new wave của Anh. Thành viên sáng lập, Vince Clarke rời nhóm sau khi phát hành album và để lại ban nhạc chỉ còn bộ ba người để thu âm A Broken Frame phát hành vào năm tiếp theo. Gore đã đảm nhận nhiệm vụ viết nhạc chính và cuối năm 1982, Alan Wilder chính thức gia nhập ban nhạc để lấp đầy chỗ trống của Clarke, tạo nên đội hình tiếp tục hoạt động trong 13 năm kế tiếp.
Depeche Mode có 50 bài hát lọt vào UK Singles Chart và mười bảy album lọt vào tốp 10 của UK chart; nhóm cũng tiêu thụ hơn 100 triệu bản trên toàn cầu. Q đã chọn ban nhạc để đưa vào danh sách "50 ban nhạc làm thay đổi thế giới!". Depeche Mode cũng xếp hạng thứ 58 trong "100 nghệ sĩ vĩ đại nhất mọi thời đại" của VH1. Vào tháng 12 năm 2016, tạp chí Billboard đã xếp Depeche Mode thứ 10 trong danh sách nghệ sĩ dance club thành công nhất mọi thời đại. Tháng 11 năm 2017, có thông tin rằng Depeche Mode sẽ là một trong những nghệ sĩ tiến cử tại Đại sảnh Danh vọng Rock and Roll năm 2018.

## Thành viên
Thành viên hiện tại
- Dave Gahan – hát chính (1980–nay)
- Martin Gore – keyboards, hát đệm và hát chính, guitar (1980–nay)
- Andy Fletcher – keyboards, hát đệm, bass guitar (1980–2022)

Thành viên lưu diễn
- Christian Eigner – trống, nhạc cụ (1997–nay)
- Peter Gordeno – keyboards, bass guitar, piano, hát đệm (1998–nay)

Thành viên cũ
- Vince Clarke – keyboards, hát đệm và hát chính, guitar (1980–1981)
- Alan Wilder – keyboards, piano, trống, hát đệm (1982–1995; xuất hiện trong một show 2010)

## Danh sách đĩa nhạc
Album phòng thu
- Speak & Spell (1981)
- A Broken Frame (1982)
- Construction Time Again (1983)
- Some Great Reward (1984)
- Black Celebration (1986)
- Music for the Masses (1987)
- Violator (1990)
- Songs of Faith and Devotion (1993)
- Ultra (1997)
- Exciter (2001)
- Playing the Angel (2005)
- Sounds of the Universe (2009)
- Delta Machine (2013)
- Spirit (2017)
- Memento Mori (2023)